# 維克多·馮·杜姆 (漫威電影宇宙)
維克多·馮·杜姆（英語：Victor von Doom），是漫威電影宇宙（MCU）系列電影中的虛構角色，改編自史丹·李和傑克·科比創作的漫畫角色末日博士。
該角色首次登場於《驚奇4超人：第一步》（2025年）的片尾片段之中，由小勞勃·道尼以未署名的方式客串出演。道尼將於《復仇者聯盟：末日之戰》（2026年）以其續集《復仇者聯盟：秘密戰爭》回歸出演末日博士。

## 概念、創作及選角
2022年7月，漫威影業在聖地亞哥國際漫畫展上宣布，兩部新的《復仇者聯盟》系列電影《復仇者聯盟：康之王朝》（Avengers: Kang Dynasty）和《復仇者聯盟：秘密戰爭》（Avengers: Secret Wars）分別將於2025年5月2日和2025年11月7日上映，喬納森·梅傑斯將回歸出演征服者康的不同變體，該角色將是「多重宇宙傳奇」中的新「大反派」。然而，由於梅傑斯於12月因騷擾罪和襲擊罪兩項罪名成立，被迪士尼和漫威影業解僱，以及2023年美國編劇協會大罷工，《康之王朝》被延期製作。據《好萊塢報導》報稱，《康之王朝》將暫時更名為《復仇者聯盟5》，而漫威將徹底修改劇本並尋找新的片名。羅素兄弟（喬·羅素與安東尼·羅素）為回歸執導《復仇者聯盟5》和《秘密戰爭》進行早期談判，此前他們曾執導過《復仇者聯盟：無限之戰》（2018年）和《復仇者聯盟：終局之戰》（2019年）。

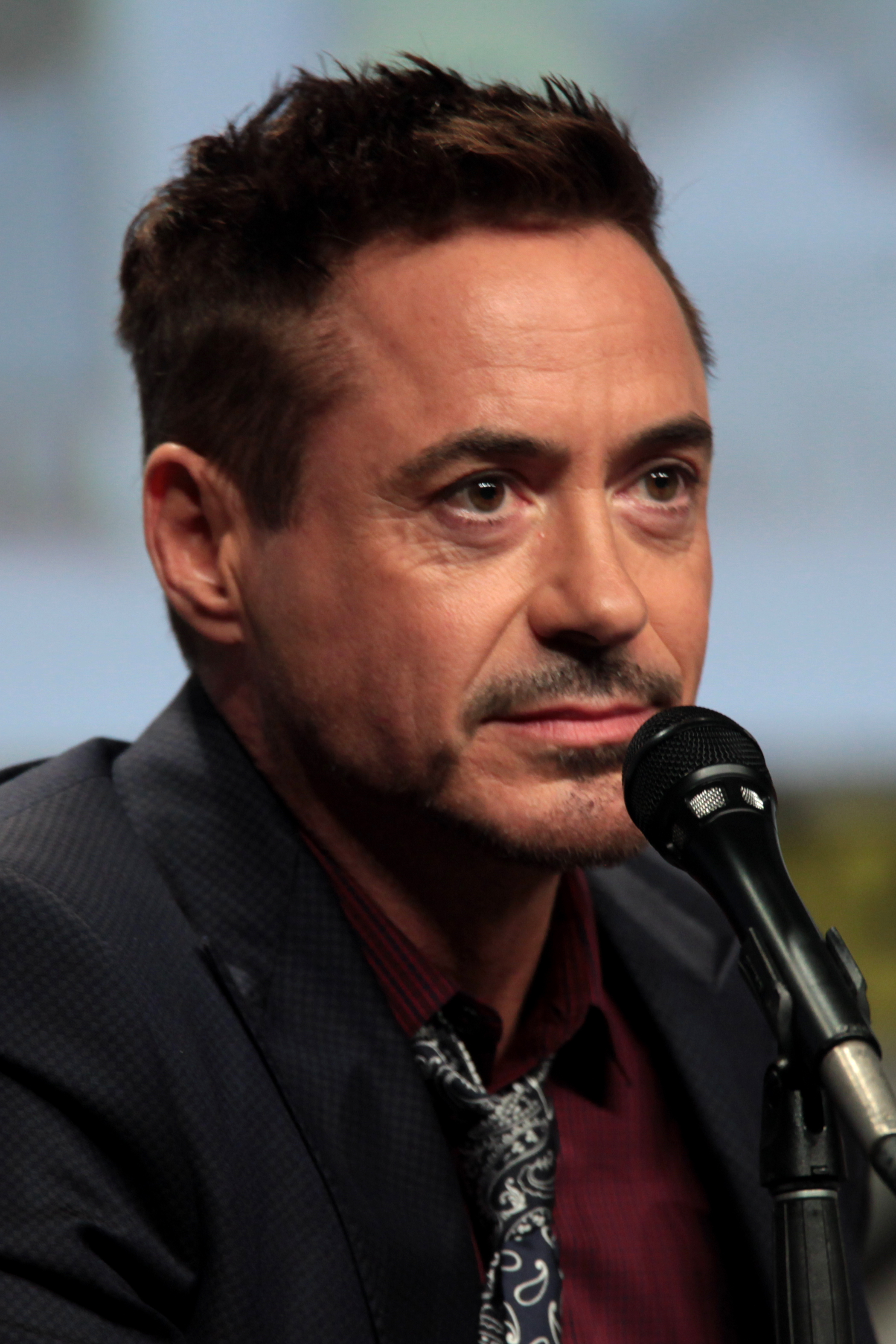
小勞勃·道尼將於《復仇者聯盟：末日之戰》和《復仇者聯盟：秘密戰爭》出演「末日博士」維克多·馮·杜姆；此前他曾出演「鋼鐵人」東尼·史塔克。

2024年7月，漫威影業在聖地亞哥國際漫畫展上宣布，羅素兄弟回歸執導兩部《復仇者聯盟》電影，並宣佈《復仇者聯盟5》正式更名為《復仇者聯盟：末日之戰》（Avengers: Doomsday），小勞勃·道尼將於兩片出演反派末日博士。道尼在漫畫展的舞台上表示他喜歡「扮演複雜的角色」，並形容末日博士為「新的面具，同樣的任務」。道尼此前曾在「無限傳奇」中出演「鋼鐵人」東尼·史塔克，並曾試鏡由二十世紀福斯製作和發行的《驚奇4超人系列電影》中的末日博士。道尼在接受《好萊塢報道》的《Awards Chatter》播客採訪時透露，凱文·費吉和其他漫威製片人在梅傑斯被捕後開始聯絡他，因為他們「意識到讓康擔任多重宇宙傳奇的大反派是個不可行的計畫」。
《Screen Rant》作家奧利·布拉德利（Ollie Bradley）最初推測，道尼出演的末日博士可能是史塔克的變體，這將令人聯想起2016年漫畫情節《惡名昭彰的鋼鐵人》。故事中，馮·杜姆繼承史塔克的衣缽，成為新任鋼鐵人。此外，在作家羅伯特·柯克曼和藝術家史考特·柯林斯創作的《漫威團隊》第2期（2004年）中，史塔克的其中一個變體繼承了馮·杜姆的衣缽，導致主時間線的英雄們與外觀熟悉的末日博士之間發生了一場不可避免且令人震驚的對決。

## 登場作品
該角色首次登場《驚奇4超人：第一步》（2025年）的片尾片段之中。當時蘇·史東發現她的兒子富蘭克林·理查斯正坐在一個陌生人的大腿上，他身披綠色斗篷、手持面具，讓富蘭克林能看到他真正的臉。《獨立報》作家格雷格·埃文斯（Greg Evans）表示，雖然這只是一個短暫的鏡頭，但這場景暗示「這個角色已經來到了漫威電影宇宙，並對富蘭克林獨特的現實扭曲能力很感興趣」。
道尼將於《復仇者聯盟：末日之戰》（2026年）以其續集《復仇者聯盟：秘密戰爭》回歸出演末日博士。

## 迴響
道尼出演末日博士的消息引發了兩極分化的評價。《Game Rant》作家凱文·史都華（Kevin Stewart）列出了道尼以前飾演的電影角色，特別是（2009年）中的夏洛克·福爾摩斯以及《奧本海默》（2023年）中的路易斯·史特勞斯，認為他「非常適合末日博士這個角色」。《Collider》凱爾西·麥特森（Kelcie Mattson）認為，該選角延續了漫畫的先例，鋼鐵人和末日博士「智力上截然不同」，讓兩個角色做出映襯效果。她補充說「道尼回歸這個讓他攀上職業生涯巔峰的影視系列，要麽是仰賴粉絲情懷服務的失誤，要麼是拯救漫威的有效噱頭。」喬·羅素認為道尼的回歸「證明了漫威多重宇宙裡充滿難以想像的可能性」。
相反地，《紐約郵報》作家伊莉莎白·卡彭（Elizabeth Karpen）報稱，部分粉絲認為讓道尼回歸的選角決定「非常懶惰」且「純粹為了賺錢」，並補充說粉絲們「期待末日博士重返大銀幕已久，但對這個選角噱頭感到失望」。部分評論家更批評了該選用並非採用羅姆人演員。《Screen Rant》作家凱·揚（Kai Young）指出，在漫畫裡末日博士作為羅姆人的生活是他背景故事的重要一環，並對於抹去該角色的羅姆人血統的決定感到失望。

## 備註
1. ↑  828號宇宙。

## 外部連結
- 維克多·馮·杜姆／末日博士 漫威電影宇宙維基百科